# Lycée Louis-le-Grand
O Lycée Louis-le-Grand é uma instituição pública de ensino secundário e superior, localizada em Paris, França. Sua origem remonta ao século XVI, quando foi criado por jesuítas sob o nome de Collège de Clermont. A denominação atual é uma homenagem ao rei Luís XIV de França, quando de sua visita e patrocínio oferecido à instituição.

## Alunos famosos

### Pintores e escultores
- Frédéric Bartholdi
- Pierre Bonnard
- Edgar Degas
- Eugène Delacroix
- Théodore Géricault
- Georges Méliès

### Cientistas
| - Michel Chasles - Évariste Galois - Jacques Hadamard - Charles Hermite - Laurent Lafforgue - Vincent Lafforgue - Louis Leprince-Ringuet - Pierre-Louis Lions - François Loeser - Paul Painlevé | - Henri Poincaré - Cédric Villani - Jean-Christophe Yoccoz |

### Escritores e filósofos
| - Alain-Fournier - Alain Badiou - Charles Baudelaire - Joseph Bédier - Alain de Benoist - Ferdinand Brunetière - Pierre Bourdieu - Paul Bourget - Eugène Burnouf - Michel Butor | - Cyrano de Bergerac - Paul Claudel - Léon Daudet - Régis Debray - Jacques Derrida - Denis Diderot - Maurice Druon - Émile Durkheim - Théophile Gautier - Louis Hachette | - Claude Hagège - Jean-Barthélemy Hauréau - Victor Hugo - Joseph Kessel - Valery Larbaud - Bernard-Henri Lévy - Émile Littré - Louis Massignon - Robert Merle - Maurice Merleau-Ponty | - Molière - Charles Péguy - Bertrand Poirot-Delpech - Romain Rolland - Marquis de Sade - Philippe-Joseph Salazar - Jean-Paul Sartre - Voltaire |

### Políticos
| - Robert Brasillach - Thierry Breton - Aimé Césaire - Jacques Chirac - Pierre Cot - Michel Debré - Régis Debray - Paul Deschanel - Camille Desmoulins - Laurent Fabius | - Valéry Giscard d'Estaing - Jean Jaurès - Alain Juppé - Pierre Mendès France - Pierre Messmer - Milan I da Sérvia - Alexandre Millerand - Nicolau I de Montenegro - Alain Poher - Raymond Poincaré | - Georges Pompidou - Maximilien de Robespierre - Michel Rocard - Léopold Sédar Senghor - Jean Tiberi - Turgot |

## Ligação externa
- Página oficial